# Туба
Туба, скраћено Tb., је лимени дувачки инструмент, највећих димензија и најдубљег звука. Уочљива је по врло широком завршном делу цеви и левку окренутом у вис. Има четири вентила, али неке варијанте имају и пет или чак шест. Четврти вентил снижава цео аликвотни низ тонова за два и по степена (чиста кварта), а комбинована употреба свих вентила постепено снижава цео аликвотни низ до петог и по степена (велика септима). Овим је омогућено добијање свих полустепена између педалног тона и другог аликвотног тона. Пошто је туба конструисана тек у првој половини 19. века, као замена за неке мање задовољавајуће инструменте дубоког регистра (као што је нпр. офиклеида, чимбасо и други), на њој је вентилни механизам примењен од почетка. Сразмерно широка цев и дубок усник чине да је звук тубе пун, али заобљен, најсроднији звучању хорне или крилнице (варијанта трубе). Иако се често слаже у акорде са тромбонима, не досеже снагу и блиставост њиховог звука, али им чини додатни, масивни бас. За своју величину и звучну дубину, туба је сразмерно покретљив инструмент. Ипак, регистар и карактер њеног звука чине да је солистичка употреба тубе, па чак и само истакнутија улога у оркестру, сасвим ретка.
Обим је дат према најчешће коришћеној бас-туби, која (најчешће) има педални тон 1. Туба у основи припада породици хорне, али се са неколико сродних инструмената издвојила у посебну групу. У дувачким оркестрима, користи се цео низ варијаната овог инструмента – еуфонијум, хеликон, сузафон и други, са извесним разликама у облику, али и у регистру који често залази у тенорско подручје. Основне варијанте туба су тенор-туба (већ наведени еуфонијум) обима од B1 (педални тон) до b1, затим бас-туба са педалним тоном 1, односно најчешће 1, контрабас-туба са педалним тоном 1 који је тешко добити, па се узима да је педални тон исти као код бас-тубе, али је обим мањи и иде до d1 и контрабас-туба педалног тона 2 са распоном до b. Бас-туба и две контрабас-трубе се срећу под именом бомбардон и граде се у две регистарске варијанте in E♭ и in B.
Немачки композитор Рихард Вагнер (Richard Wagner) је у циљу комплетирања породице тубе био иницијатор градње тзв. Вагнерових туба са педалним тоновима B1 (као код еуфонијума) и F1 (као код бас-туба), које су по облику сличније хорнама, чак су и са истим усником, али имају четири вентила и другачији звук. Вагнер је ове тубе конструисао зато што су му били потребни инструменти за тетралогију Прстен Нибелунга чији би најдубљи тонови досезали најдоњу границу опсега тубе али би задржали боју тона рога. Иако су осим самог Вагнера, и други користили ове тубе (Антон Брукнер (Anton Bruckner) у VII и IX симфонији, Рихард Штраус (Richard Strauss) у Електри), оне су нестале из оркестарске праксе и не производе се више. Нотација је била разнолика, јер је и сам Вагнер мењао начин нотирања (у почетку је писао као за алт-хорну in B и хорну in F, а касније за исте инструменте писао је in E♭, односно тенор-туба је звучала велику сексту ниже, и in B, односно, бас-туба је звучала велику нону ниже). Код Брукнера и Штрауса, иста тенор-туба звучи велику нону ниже од записаног, а бас-туба велику дуодециму ниже (октава+квинта).

## Историја
Пруски патент бр. 19 додељен је Вилхелму Фридриху Випрехту и Јохану Готфриду Морицу (1777–1840) дана 12. септембра 1835. за „бас тубу“ у Ф1. Оригинални Випрехт и Морицов инструмент користио је пет вентила типа берлинерпумпен који су били претеча модерног клипног вентила. Прву тенор тубу је 1838. изумео Карл Вилхелм Мориц (1810–1855), син Јохана Готфрида Морица.
Додатак вентила је омогућио да се свира ниско у хармонијској серији инструмента и да се и даље има комплетан избор нота. Пре проналаска вентила, дувачки инструменти су били ограничени на ноте у хармонијској серији, и стога су се генерално свирали веома високо у односу на њихов основни тон. Хармоници који почињу три октаве изнад основне висине тона су око цео корак један од другог, што омогућава корисну разноврсност нота.
Офиклеид је користио усник за месингани инструмент у облику посуде, али је користио тастере и рупе за тонове сличне онима код модерног саксофона. Још једна претеча тубе био је серпент, бас инструмент који је био обликован у таласастом облику да би отворе за тонове учинио доступним свирачу. Тонске рупе су мењале висину тона тако што су обезбеђивале намерно цурење у телу инструмента. Иако је ово променило висину тона, то је такође имало изражен утицај на боју звука. Користећи вентиле за подешавање дужине канала, туба је произвела глаткији тон који је на крају довео до њене популарности. Ове популарне инструменте су углавном писали француски композитори, посебно Хектор Берлиоз. Берлиоз је чувено писао за офиклеиду у својим композицијама Symphonie fantastique и Benvenuto Cellini (opera). Ови комади се сада обично изводе на Ф или ЦЦ туби.
Адолфе Сакс је, као и Випрехт, био заинтересован за маркетиншке системе инструмената од сопрана до баса, и развио је серију лимених инструмената познатих као саксхорни. Инструменти које је развио Сакс углавном су били постављени у Е♭ и Б♭, док су Випрехтова „бастуба” и каснија Цервенијева контрабас туба биле постављене у Ф и Ц (погледајте доле о системима висине тона). Саксови инструменти су стекли доминацију у Француској, а касније у Британији и Америци, као резултат популарности и кретања произвођача инструмената као што су Густав Огист Бесон (који се преселио из Француске у Британију) и Хенри Дистин (који је на крају прешао у Америку).
Уместо тубе у оркестарском репертоару се такође виђа цимбас. Име је преведено од „corno in basso” на немачком. Оригинални дизајн је инспирисан офиклеидом и фаготом. Цимбас је данас реткост, али се понекад користи у историјски тачним представама.

## Варијације
Неке тубе имају способност да се претворе у марширајући стил, познат као „марширајуће тубе”. Главна цев се може ручно зашрафити поред вентила. Туба је тада обично наслоњена на лево раме (иако неке тубе дозвољавају коришћење десног рамена), са звоном окренутим директно испред свирача. Неке маршевске тубе су направљене само за марширање и не могу се претворити у концертни модел. Већина маршевских бендова одлучује се за сузафон, инструмент који је лакши за ношење јер је измишљен специјално за ово и скоро увек јефтинији од праве маршевске тубе. Ранији хеликон још увек користе бендови у Европи и другим деловима света. Међутим, свирачи бубњева и корпуса труба углавном користе марширајуће тубе или контре. Стандардне тубе се такође могу свирати стојећи. Имајући на уму удобност свирача, компаније су обезбедиле појасеве који понекад користе каиш спојен са тубом са два прстена, „врећу“ за држање дна тубе или бројне каишеве који држе веће делове цеви на туби. Каиш(еви) се стављају преко рамена као појас или обитавају на струку, тако да музичар може да свира инструмент у истом положају као када седи.

## Џез
Туба се користи у џезу од настанка жанра. У најранијим годинама, бендови су често користили тубу за свирање на отвореном и контрабас за наступе у затвореном. У том контексту, туба се понекад називала и „дувачким басом“, за разлику од контрабаса (гудачки бас). Многи музичари су свирали на оба инструмента.
Ова пракса се највише користила на џез сцени Њу Орлеанса. Туба се најчешће користила са групама Луиса Армстронга и била је истакнута на албуму Hot Five.
У модерном џезу није непознато да њихови свирачи свирају соло. Дувачки оркестри у стилу Њу Орлеанса као што су Дирти Дазен Брас Бенд и Риберт Брас Бенд користе сусафон као бас инструмент. Бил Барбер је свирао тубу на неколико албума Мајлса Дејвиса, укључујући и сесије састављене као Birth of the Cool и Miles Ahead. Тубиста Маркус Рохас из Њујорка је често наступао са Хенријем Тредгилом.